# Huabiao

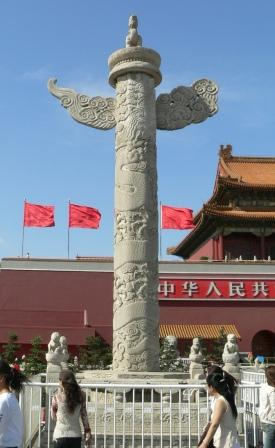
Huabiao na placu Tian’anmen w Pekinie

Huabiao (chin. upr. 华表, chin. trad. 華表, pinyin huábiǎo) – tradycyjny element chińskiej architektury w formie dekoracyjnej kolumny.
Huabiao początkowo były drewnianymi słupami z poprzeczką u góry, stawianymi jako drogowskazy przed placówkami pocztowymi i mostami. W okresie dynastii Han nabrały one funkcji dekoracyjnej, zaczęto je stawiać jedynie przed pałacami, drewno zastąpiono kamieniem, a na szczycie dodano rzeźby.